# Coupe d'Allemagne féminine de football 2008-2009
Navigation
Édition précédente Édition suivante
Le DFB-Pokal Frauen 2008-2009 est la 29e édition de la Coupe d'Allemagne féminine.
Il s'agit d'une compétition à élimination directe ouverte aux clubs évoluant cette saison ou ayant évolué la saison passée en Frauen-Bundesliga ou 2. Frauen-Bundesliga ainsi qu'aux vainqueurs de coupes régionales de la saison précédente. Elle est organisée par la Fédération allemande de football (DFB).
La finale a lieu le 30 mai 2009 au Stade olympique à Berlin et est remporté par le FCR Duisbourg sur le score de sept buts à zéro face au FFC Turbine Potsdam.

## Calendrier de la compétition
| Tour                                                                       | Nom                 | Dates retenues   | Équipes participantes | Équipes restantes |
| -------------------------------------------------------------------------- | ------------------- | ---------------- | --------------------- | ----------------- |
| 1                                                                          | Premier tour        | 30 août 2008     | 52                    | 32                |
| (entrée en lice des six meilleures équipes de Frauen-Bundesliga 2007-2008) |                     |                  |                       |                   |
| 2                                                                          | Seizièmes de finale | 19 octobre 2008  | 32                    | 16                |
| 3                                                                          | Huitièmes de finale | 9 novembre 2008  | 16                    | 8                 |
| 4                                                                          | Quarts de finale    | 21 décembre 2008 | 8                     | 4                 |
| 5                                                                          | Demi-finales        | 11 avril 2009    | 4                     | 2                 |
| 6                                                                          | Finale              | 30 mai 2009      | 2                     | 1                 |

## Premier tour
| Date          | Club (division)                          | Score           | Club (division)                                  |
| ------------- | ---------------------------------------- | --------------- | ------------------------------------------------ |
| 30-31/08/2008 | VfR 07 Limbourg (Coupe régionale)        | 0-10            | FC Sarrebruck (2. Frauen-Bundesliga)             |
| 30-31/08/2008 | FC Lübars (Coupe régionale)              | 1-5             | HSV Borussia Friedenstal (1. Frauen-Bundesliga)  |
| 30-31/08/2008 | SV Bardenbach (Coupe régionale)          | 2-7             | SC Sand (2. Frauen-Bundesliga)                   |
| 30-31/08/2008 | FFV Neubrandenburg (Regionalliga)        | 1-0             | SG Lütgendortmund (2. Frauen-Bundesliga)         |
| 30-31/08/2008 | BV Borussia Bocholt (Coupe régionale)    | 0-8             | FC Lokomotive Leipzig (2. Frauen-Bundesliga)     |
| 30-31/08/2008 | SV Johannstadt 91 (Coupe régionale)      | 1-10            | SG Essen-Schönebeck (1. Frauen-Bundesliga)       |
| 30-31/08/2008 | Hegauer FV (Coupe régionale)             | 1-3             | SG Wattenscheid (2. Frauen-Bundesliga)           |
| 30-31/08/2008 | FFC Niederkirchen (Regionalliga)         | 4-2             | FV Löchgau (2. Frauen-Bundesliga)                |
| 30-31/08/2008 | FFC Brauweiler Pulheim (Regionalliga)    | 1-5             | TSV Crailsheim (1. Frauen-Bundesliga)            |
| 30-31/08/2008 | DJK Arminia Ibbenbüren (Coupe régionale) | 3-1             | SV Victoria Gersten (2. Frauen-Bundesliga)       |
| 30-31/08/2008 | SC Fortuna Cologne (Coupe régionale)     | 1-2             | FSV Viktoria Jägersburg (2. Frauen-Bundesliga)   |
| 30-31/08/2008 | Niendorfer TSV (Coupe régionale)         | 0-8             | FSV Gütersloh (2. Frauen-Bundesliga)             |
| 30-31/08/2008 | TSV Nahe (Coupe régionale)               | 0-7             | Hambourg SV (1. Frauen-Bundesliga)               |
| 30-31/08/2008 | Magdeburger FFC (en) (Coupe régionale)   | 2-1             | SV Holstein Kiel (de) (2. Frauen-Bundesliga)     |
| 30-31/08/2008 | FSV 02 Schwerin (Coupe régionale)        | 2-5             | Mellendorfer TV (2. Frauen-Bundesliga)           |
| 30-31/08/2008 | FFC Heike Rheine (Regionalliga)          | 2-3             | FFC Oldesloe (de) (2. Frauen-Bundesliga)         |
| 30-31/08/2008 | Werder Brême (Coupe régionale)           | 2-1             | Blau-Weiß Hohen Neuendorf (2. Frauen-Bundesliga) |
| 30-31/08/2008 | VfL Oythe (Coupe régionale)              | 3-5 (a.p.)      | FC Union Berlin (2. Frauen-Bundesliga)           |
| 30-31/08/2008 | Rot-Weiß Flatow (Coupe régionale)        | 0-9             | Tennis Borussia Berlin (2. Frauen-Bundesliga)    |
| 30-31/08/2008 | TSG Hoffenheim (Coupe régionale)         | 2-2 (Tab : 4-5) | Bayer Leverkusen (2. Frauen-Bundesliga)          |
| 30-31/08/2008 | SC Regensburg (Regionalliga)             | 0-2             | VfL Sindelfingen (2. Frauen-Bundesliga)          |
| 30-31/08/2008 | FFC Montabaur (Coupe régionale)          | 0-6             | SC Fribourg (1. Frauen-Bundesliga)               |
| 30-31/08/2008 | FC Gera 04 (Coupe régionale)             | 1-6             | FF USV Iéna (1. Frauen-Bundesliga)               |
| 30-31/08/2008 | TSV Schwaben Augsbourg (Coupe régionale) | 1-0             | FFC Wacker Munich (de) (2. Frauen-Bundesliga)    |
| 30-31/08/2008 | Eintracht Seekirch (Coupe régionale)     | 0-3             | ASV Hagsfeld (2. Frauen-Bundesliga)              |
| 30-31/08/2008 | Rot-Weiß Göcklingen (Coupe régionale)    | 2-4 (a.p.)      | SV Dirmingen (2. Frauen-Bundesliga)              |

## Seizièmes de finale
| Date       | Club (division)                               | Score           | Club (division)                                 |
| ---------- | --------------------------------------------- | --------------- | ----------------------------------------------- |
| 19/10/2008 | DJK Arminia Ibbenbüren (Coupe régionale)      | 1-0             | FSV Gütersloh (2. Frauen-Bundesliga)            |
| 19/10/2008 | Werder Brême (Coupe régionale)                | 1-10            | FCR Duisbourg (1. Frauen-Bundesliga)            |
| 19/10/2008 | FFV Neubrandenburg (Regionalliga)             | 2-4             | VfL Wolfsbourg (1. Frauen-Bundesliga)           |
| 19/10/2008 | Magdeburger FFC (en) (Coupe régionale)        | 1-6             | Mellendorfer TV (2. Frauen-Bundesliga)          |
| 19/10/2008 | SG Wattenscheid (2. Frauen-Bundesliga)        | 2-0             | FFC Oldesloe (de) (2. Frauen-Bundesliga)        |
| 19/10/2008 | FC Union Berlin (2. Frauen-Bundesliga)        | 0-2             | FC Lokomotive Leipzig (2. Frauen-Bundesliga)    |
| 19/10/2008 | Tennis Borussia Berlin (2. Frauen-Bundesliga) | 1-6             | FFC Turbine Potsdam (1. Frauen-Bundesliga)      |
| 19/10/2008 | Bayer Leverkusen (2. Frauen-Bundesliga)       | 1-1 (Tab : 2-3) | Hambourg SV (1. Frauen-Bundesliga)              |
| 19/10/2008 | SG Essen-Schönebeck (1. Frauen-Bundesliga)    | 4-1             | HSV Borussia Friedenstal (1. Frauen-Bundesliga) |
| 19/10/2008 | TSV Schwaben Augsbourg (Coupe régionale)      | 1-5             | SC Fribourg (1. Frauen-Bundesliga)              |
| 19/10/2008 | FFC Niederkirchen (Regionalliga)              | 2-7             | SC Bad Neuenahr (1. Frauen-Bundesliga)          |
| 19/10/2008 | TSV Crailsheim (1. Frauen-Bundesliga)         | 3-1             | ASV Hagsfeld (2. Frauen-Bundesliga)             |
| 19/10/2008 | Bayern Munich (1. Frauen-Bundesliga)          | 1-0             | FFC Francfort (1. Frauen-Bundesliga)            |
| 19/10/2008 | SC Sand (2. Frauen-Bundesliga)                | 3-2             | SV Dirmingen (2. Frauen-Bundesliga)             |
| 19/10/2008 | FF USV Iéna (1. Frauen-Bundesliga)            | 1-3             | FC Sarrebruck (2. Frauen-Bundesliga)            |
| 19/10/2008 | VfL Sindelfingen (2. Frauen-Bundesliga)       | 3-0             | FSV Viktoria Jägersburg (2. Frauen-Bundesliga)  |

## Huitièmes de finale
| Date         | Club (division)                              | Score | Club (division)                            |
| ------------ | -------------------------------------------- | ----- | ------------------------------------------ |
| 9-10/12/2008 | DJK Arminia Ibbenbüren (Coupe régionale)     | 0-2   | VfL Sindelfingen (2. Frauen-Bundesliga)    |
| 9-10/12/2008 | FC Lokomotive Leipzig (2. Frauen-Bundesliga) | 1-4   | SG Essen-Schönebeck (1. Frauen-Bundesliga) |
| 9-10/12/2008 | FC Sarrebruck (2. Frauen-Bundesliga)         | 1-2   | SC Fribourg (1. Frauen-Bundesliga)         |
| 9-10/12/2008 | Mellendorfer TV (2. Frauen-Bundesliga)       | 0-5   | FFC Turbine Potsdam (1. Frauen-Bundesliga) |
| 9-10/12/2008 | SC Bad Neuenahr (1. Frauen-Bundesliga)       | 2-5   | Bayern Munich (1. Frauen-Bundesliga)       |
| 9-10/12/2008 | VfL Wolfsbourg (1. Frauen-Bundesliga)        | 2-0   | TSV Crailsheim (1. Frauen-Bundesliga)      |
| 9-10/12/2008 | SG Wattenscheid (2. Frauen-Bundesliga)       | 4-2   | SC Sand (2. Frauen-Bundesliga)             |
| 9-10/12/2008 | FCR Duisbourg (1. Frauen-Bundesliga)         | 5-0   | Hambourg SV (1. Frauen-Bundesliga)         |

## Quarts de finale
| Date       | Club (division)                            | Score           | Club (division)                            |
| ---------- | ------------------------------------------ | --------------- | ------------------------------------------ |
| 21/12/2008 | Bayern Munich (1. Frauen-Bundesliga)       | 1-1 (Tab : 4-5) | FCR Duisbourg (1. Frauen-Bundesliga)       |
| 21/12/2008 | VfL Sindelfingen (2. Frauen-Bundesliga)    | 0-1             | FFC Turbine Potsdam (1. Frauen-Bundesliga) |
| 21/12/2008 | SC Fribourg (1. Frauen-Bundesliga)         | 0-2             | VfL Wolfsbourg (1. Frauen-Bundesliga)      |
| 21/12/2008 | SG Essen-Schönebeck (1. Frauen-Bundesliga) | 1-2 (a.p.)      | SG Wattenscheid (2. Frauen-Bundesliga)     |

## Demi-finales
| Date          | Club (division)                            | Score | Club (division)                        |
| ------------- | ------------------------------------------ | ----- | -------------------------------------- |
| 11-13/04/2009 | FCR Duisbourg (1. Frauen-Bundesliga)       | 3-1   | VfL Wolfsbourg (1. Frauen-Bundesliga)  |
| 11-13/04/2009 | FFC Turbine Potsdam (1. Frauen-Bundesliga) | 3-0   | SG Wattenscheid (2. Frauen-Bundesliga) |

## Finale
| 30 mai 2009 | FFC Turbine Potsdam | 0-7   | FCR Duisbourg | Stade olympique, Berlin                                 |                                                         |
|             |                     | (0-2) | 28e Fatmire Bajramaj · 37e Annemieke Kiesel · 47e Annemieke Kiesel · 50e Femke Maes · 54e Inka Grings · 86e Inka Grings · 90e Alexandra Popp | Spectateurs : 20 000 Arbitrage : Martina Storch-Schäfer | Spectateurs : 20 000 Arbitrage : Martina Storch-Schäfer |